# Henk Alimahomed
Hendrik (Henk) Alimahomed is een Surinaams politicus. Hij was van 1987 tot 1991 minister van Volksgezondheid in de kabinetten Wijdenbosch en Shankar.

## Biografie
Alimahomed trad in 1987 toe tot het kabinet-Wijdenbosch I als vertegenwoordiger van jonge generatie van de Vooruitstrevende Hervormings Partij (VHP). Hij was minister van Volksgezondheid en bij tijden plaatsvervangend minister van Buitenlandse Zaken. Na de verkiezingen van 1987, na zeven jaar militair regime, trad hij toe tot het kabinet-Shankar als minister van Volksgezondheid en Milieu.
Tijdens zijn ministerschap was er zowel in de medische wereld als op de Nederlandse ambassade verbazing, dat er ondanks noodhulp terugkerend schaarste aan medicijnen was. Nadat het kabinet-Shankar was afgezet, werden hij en Subhas Mungra vanwege vermeende corruptie verhoord door de politie. Na de verkiezingen van 1991 keerde hij vanwege die verdenking niet terug in het kabinet-Venetiaan I. Om die reden ging in 1996 de ministerspost voor Buitenlandse Zaken ook aan zijn neus voorbij, tijdens de formatie van het kabinet-Wijdenbosch II. Op het ministerie van Buitenlandse Zaken was Alimahomed rond 1995 waarnemend directeur en rond 2000 directeur.
In de jaren 2010 is hij directeur van het Caribbean Regional Information and Translation Institute (CRITI), het vertaalbureau van de Caricom dat gevestigd is in Paramaribo.